# Stonington (Illinois)
Stonington és una població dels Estats Units a l'estat d'Illinois. Segons el cens del 2000 tenia 960 habitants.

## Demografia
Segons el cens del 2000, Stonington tenia 960 habitants, 391 habitatges, i 283 famílies. La densitat de població era de 823,7 habitants/km².
Dels 391 habitatges en un 32,7% hi vivien nens de menys de 18 anys, en un 60,1% hi vivien parelles casades, en un 8,2% dones solteres, i en un 27,4% no eren unitats familiars. En el 24% dels habitatges hi vivien persones soles el 14,8% de les quals corresponia a persones de 65 anys o més que vivien soles. El nombre mitjà de persones vivint en cada habitatge era de 2,45 i el nombre mitjà de persones que vivien en cada família era de 2,9.
Per edats la població es repartia de la següent manera: un 26% tenia menys de 18 anys, un 6% entre 18 i 24, un 27,2% entre 25 i 44, un 21,7% de 45 a 60 i un 19,1% 65 anys o més.
L'edat mediana era de 38 anys. Per cada 100 dones de 18 o més anys hi havia 89,8 homes.
La renda mediana per habitatge era de 36.413 $ i la renda mediana per família de 41.923 $. Els homes tenien una renda mediana de 35.288 $ mentre que les dones 17.400 $. La renda per capita de la població era de 17.094 $. Aproximadament el 9,7% de les famílies i l'11,3% de la població estaven per davall del llindar de pobresa.

## Poblacions més properes
El següent diagrama mostra les poblacions més properes.